# Brassica rupestris
Brassica rupestris ist eine Pflanzenart aus der Gattung Kohl (Brassica) innerhalb der Familie der Kreuzblütler (Brassicaceae).

## Beschreibung

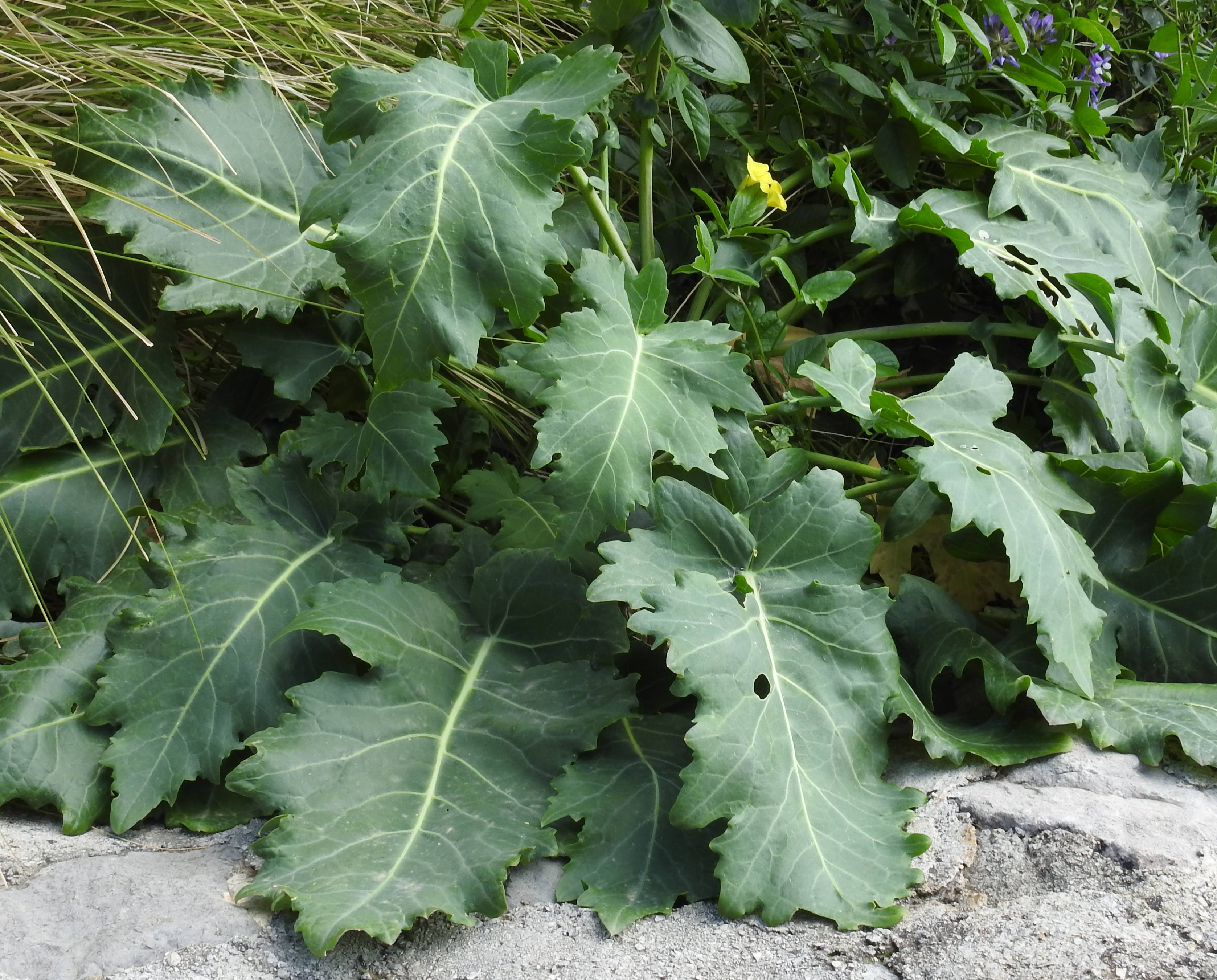
Habitus und Laubblätter

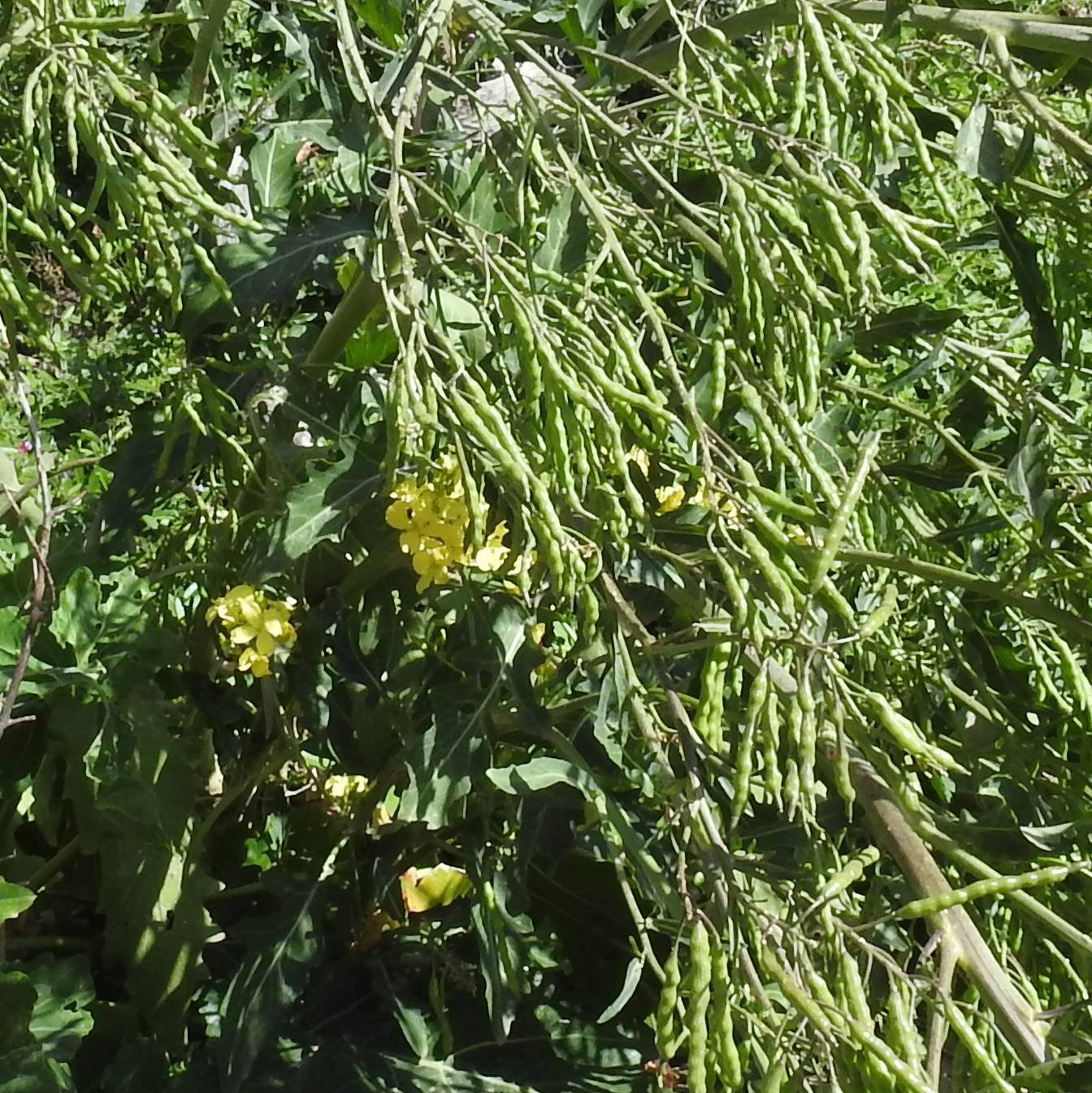
Früchte

### Vegetative Merkmale
Brassica rupestris ist eine verzweigte, ausdauernde Pflanze und erreicht Wuchshöhen von bis zu 150 Zentimetern. Die oberirdischen Pflanzenteile sind kahl. Die Pflanzenexemplare sind anfangs krautig und die Sprossachse verholzt manchmal im unteren Bereich. Ältere Pflanzenexemplare sind oft stärker verholzt und weisen die Form von Halbsträuchern auf.
Die grundständigen und wechselständig am Stängel verteilt angeordneten Laubblätter sind in Blattstiel und -spreite gegliedert. Der Blattstiel ist etwa so lang wie die Blattspreite. Die Grundblätter sind bei einer Länge von 20 bis 40 Zentimetern leierförmig fiederspaltig mit einem fiederspaltigen mehr oder weniger spitzen Endlappen. Die oberen Stängelblätter sind stängelumfassend.

### Generative Merkmale
Die Blüten sind in verzweigten Blütenständen angeordnet. Die zwittrigen Blüten sind vierzählig. Es sind vier Kelchblätter vorhanden, von denen die inneren länger sind als die äußeren. Die vier Kronblätter sind gelb und genagelt.
Die Schoten sind bei einer Länge von 35 bis 50, selten bis zu 70 Millimetern sowie einer Breite von 3 bis 5 Millimetern vierkantig und in einen 3 bis 6, selten bis zu 12 Millimeter langen Schnabel verschmälert.

### Chromosomensatz
Die Chromosomengrundzahl beträgt x = 9; es liegt Diploidie mit einer Chromosomenzahl 2n = 18 vor.

## Systematik und Verbreitung
Die Erstbeschreibung von Brassica rupestris erfolgte 1810 durch Constantine S. Rafinesque-Schmaltz in Caratteri di alcuni Nuovi Generi e nuove specie di animali e piante della Sicilia ..., S. 191. Synonyme für Brassica rupestris Raf. sind: Brassica sempervirens Ten. ex Schrank, Brassica oleracea subsp. rupestris (Raf.) Gladis & K.Hammer, Brassica sylvestris subsp. rupestris (Raf.) Onno, Brassica rupestris var. longirostris Guss.
Brassica rupestris kommt nur auf Sizilien und vielleicht im südwestlichen Italien vor.
Die Art Brassica rupestris gehört zur Sektion Brassica sect. Brassica aus der Gattung Brassica.
Es gibt seit 2020 etwa vier Unterarten:
- Brassica rupestris subsp. hispida Raimondo & Mazzola: Sie wurde 1997 erstbeschrieben.[1] Dieser Endemit kommt in Sizilien nur am Monte Pizzuta (Piana degli Albanesi, Palermo) vor.[3]
- Brassica rupestris subsp. monilicarpa Raimondo & Spadaro: Sie wurde 2020 erstbeschrieben.[1] Sie kommt in Sizilien nur am Monte Gallo sowie Monte Billiemi (Palermo) vor.[3]
- Brassica rupestris Raf. subsp. rupestris[1] Sie gedeiht auf Kalksteinfelsen[4] in Sizilien von der Tyrrhenischen Küste zwischen Cefalù und Monte Pellegrino sowie bis ins Inselinnere am Rocca Busambra (Corleone, Palermo). Es gab Berichte sie würde auch auf dem Italienischen Festland vorkommen, dies ist 2020 nicht bestätigt worden.[3]
- Brassica rupestris subsp. tardarae (Ilardi & al.) Raimondo (Syn: Brassica tardarae Ilardi, Geraci & Troìa): Die Erstbeschreibung als Art erfolgte im Juli 2020.[7] Doch schon im November 2020 hat sie den Rang einer Unterart erhalten.[1] Dieser Endemit kommt in Sizilien nur in Tardara, in Schluchten zwischen Menfi und Sambuca di Sicilia (Agrigento) vor.[3]

## Weiterführende Literatur
- Francesco M. Raimondo, A. Scialabba, G. Zecca, F. Grassi, G. Casazza, L. Minuto: Genetic diversity in the endangered Sicilian endemic Brassica rupestris: Proposals for a conservation strategy. In: Plant Biosystems, Volume 146, Issue 4, 2012, S. 847 – 856 online.